# 서복 (영화)
"서복"(徐福)은 2021년 4월 15일에 개봉한 대한민국의 SF 드라마 영화이다. 이용주 감독이 메가폰을 잡았으며, 진나라 시대의 진시황제의 명을 받고 불로초를 구하러 떠난 서복의 이야기에서 모티브를 얻어 죽지 않는 복제인간과 죽음을 앞둔 한 남자의 이야기를 그렸다. 공유, 박보검, 조우진, 박병은, 장영남, 김재건, 연제욱이 출연했다.

## 캐스팅
- 공유: 민기헌 역 - 전직 정보국 요원, 죽은 현수의 동기.
- 박보검: 서복/한경윤 역 - 인류 최초 복제인간, 죽은 세은의 아들.
- 조우진: 안부장 역 - 정보국 요원
- 박병은: 신학선 역 - 서인그룹의 대표이사이자 연구원
- 장영남: 임세은 역 - 책임 연구원, 죽은 경윤과 서복의 어머니.
- 김재건: 김천오 역 - 서인그룹 회장
- 연제욱: 허과장 역
- 김홍파: 배국장 역
- 이언정: 윤현수 역 - 기헌의 동기.

## 제작
이 프로젝트는 2017년 1월에 이용주가 각본을 쓰고 감독하고, 박보검이 주인공 서복 역할에 캐스팅 되었다고 발표 되었다. 하지만 당시 박보검 소속사측은 영화 '서복' 캐스팅 소식에 대해 "제안 받은 작품 중 하나"라고 입장을 전했다. 2018년 8월 공유가 '서복' 출연을 제안받고 "긍정적으로 검토 중이다”라고 밝혔다. 2개월 후인 10월, 또 다른 주인공인 시한부 선고를 받은 정보국 요원 기헌 역할에 출연을 확정했다. 이후 2019년 2월 박보검에 다시 출연 제의가 갔고, 다음 달인 3월 초에 출연을 확정했다. 이후 조연 역할에 조우진, 장영남, 박병은이 추가 캐스팅 되었다.
이하준 미술감독이 합류했다. 순제작비는 약 160억원이 투입되었다.

### 촬영
2019년 5월 크랭크인 되었으며, 촬영은 주로 전주시에 위치한 전주영화종합촬영소에서 이루어졌다. 통영시에서 2019년 6월 중순부터 8월 초까지 로케이션 촬영이 진행되었다. 2019년 10월, 6개월에 가까운 촬영을 끝으로 크랭크업 되었다.

## 개봉
2020년 여름 개봉을 목표로 하였지만 코로나바이러스감염증-19 여파로 개봉이 하반기로 미뤄졌다.
2020년 10월 21일, 배급사 CJ 엔터테인먼트는 12월 개봉을 지었다고 발표했다. 또한 1차 포스터를 공개했다.
 2020년 10월 26일, CJ 엔터테인먼트는 1차 스틸사진을 공개했다. 2020년 12월 7일 CJ 엔터테인먼트는 12월 개봉 날짜를 잠정적으로 연기한다고 발표했다.
2021년 3월 3일, 배급사 CJ 엔터테인먼트가 공개 날짜를 2021년 4월 15일으로 최종 확정하였으며, 코로나19 범유행으로 인해 플랫폼 확대를 위해 영화관 이외에 온라인 동영상 서비스 (OTT) 티빙에서도 동시 상영한다고 발표했다.

## 평가

### 박스오피스

#### 수상
제 41회 황금촬영상 신인남우상 박보검 수상